# Barres paral·leles

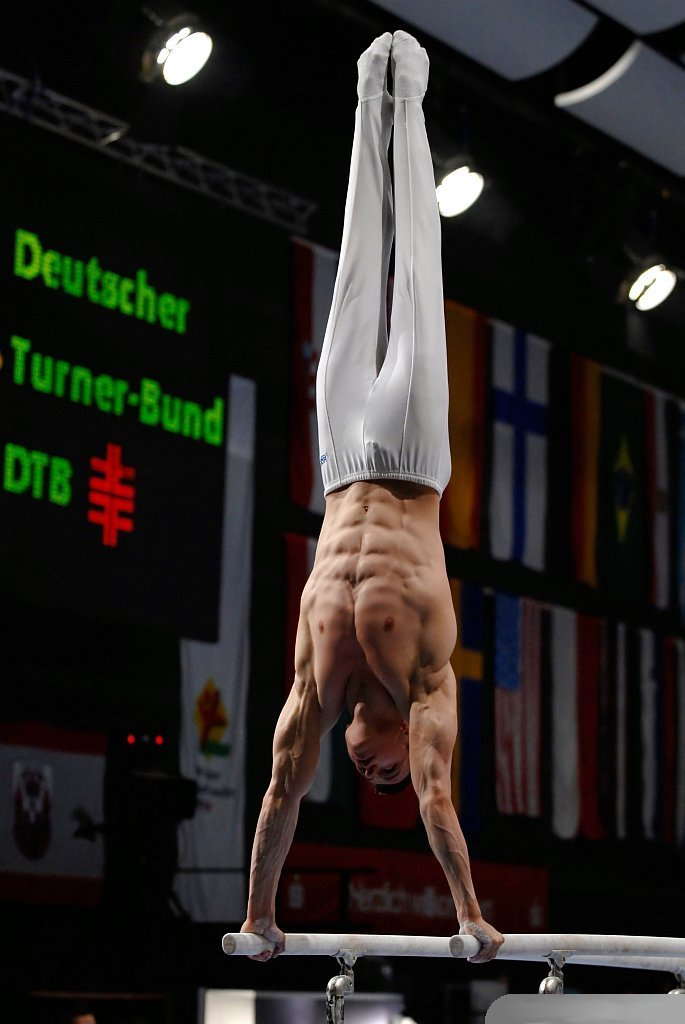
Un gimnasta sobre barres paral·leles

Les barres paral·leles són un aparell gimnàstic usat en la gimnàstica artística.
És una prova disputada només en categoria masculina. Es tracta de dues barres separades per poc més de l'amplada entre espatlles i a una alçada de 1,75m. El gimnasta executa diversos moviments i balanceigs agafant les barres amb les mans i movent les cames i el cos sobre una i altra barra. És un exercici que requereix molta força i coordinació.
Les barres són de fusta recobertes de metall o acer o un compost artificial.

## Dimensions
Les mesures de l'aparell són publicades per la FIG a l'opuscle Apparatus Norms.
- Alçada: 195 cm
- Longitud: 350 cm
- Distància entre barres: 42 cm a 52 cm (ajustable)